# Semaine 11
D'après la norme ISO 8601, une semaine débute un lundi et s'achève un dimanche, et une semaine dépend d'une année lorsqu'elle place une majorité de ses sept jours dans l'année en question, soit au moins quatre. Dès lors, la semaine 11 est la semaine du onzième jeudi de l'année. Elle suit la semaine 10 et précède la semaine 12 de la même année.
La semaine 11 est pratiquement toujours la semaine du 15 mars, sauf exceptionnellement, dans le cas d'une année bissextile commençant un jeudi.
Elle commence au plus tôt le 8 mars et au plus tard le 15 mars.
Elle se termine au plus tôt le 14 mars et au plus tard le 21 mars.

## Notations normalisées
La semaine 11 dans son ensemble est notée sous la forme W11 pour abréger.
| Jour de la semaine 11 | Notation |
| --------------------- | -------- |
| Lundi                 | W11-1    |
| Mardi                 | W11-2    |
| Mercredi              | W11-3    |
| Jeudi                 | W11-4    |
| Vendredi              | W11-5    |
| Samedi                | W11-6    |
| Dimanche              | W11-7    |

## Cas de figure
| Cas | Le 31 décembre est… | L'année est une année… | Le onzième jeudi de l'année tombe… | La semaine 11 débute… | La semaine 11 s'achève… | Premier cas après 2008 |
| --- | ------------------- | ---------------------- | ---------------------------------- | --------------------- | ----------------------- | ---------------------- |
| 0   | Un vendredi         | bissextile DC          | Le 11 mars                         | Le lundi 8 mars       | Le dimanche 14 mars     | 2032                   |
| 1   | Un jeudi            | D ou ED                | Le 12 mars                         | Le lundi 9 mars       | Le dimanche 15 mars     | 2009                   |
| 2   | Un mercredi         | E ou FE                | Le 13 mars                         | Le lundi 10 mars      | Le dimanche 16 mars     | 2014                   |
| 3   | Un mardi            | F ou GF                | Le 14 mars                         | Le lundi 11 mars      | Le dimanche 17 mars     | 2013                   |
| 4   | Un lundi            | G ou AG                | Le 15 mars                         | Le lundi 12 mars      | Le dimanche 18 mars     | 2018                   |
| 5   | Un dimanche         | A ou BA                | Le 16 mars                         | Le lundi 13 mars      | Le dimanche 19 mars     | 2017                   |
| 6   | Un samedi           | B ou CB                | Le 17 mars                         | Le lundi 14 mars      | Le dimanche 20 mars     | 2011                   |
| 7   | Un vendredi         | C                      | Le 18 mars                         | Le lundi 15 mars      | Le dimanche 21 mars     | 2010                   |

1. 1 2 3  Dans ce cas, l'année compte une semaine 53.